# La Vân Hi
La Vân Hi (sinh ngày 28 tháng 7 năm 1988), tên thật là La Dực (tiếng Trung: 罗弋), tên tiếng Anh là Leo (Còn gọi là Leo Luo), là một ca sĩ, diễn viên, nghệ sĩ người Trung Quốc.
Năm 2010, La Vân Hi xuất đạo với thân phận là một trong hai thành viên chính của nhóm nhạc nam Song Tử JL. Năm 2015, bằng vai diễn "Hà Dĩ Thâm thời niên thiếu" trong bộ phim Bên Nhau Trọn Đời (tên tiếng Trung: 何以笙箫默), La Vân Hi lần đầu tiên bộc lộ tài năng về mặt diễn xuất, bắt đầu nhận được sự chú ý và độ thảo luận từ phía khán giả. Năm 2017, anh tham gia vào bộ phim Bác sĩ Nhi Khoa (tên tiếng Trung: 儿科医生) được phát sóng tại đài truyền hình Sơn Đông với vai nam chính "Thân Hách". Năm 2018, anh tham gia vào bộ phim tiên hiệp, huyền huyễn Hương Mật Tựa Khói Sương  (tên tiếng Trung: 香蜜沉沉燼如霜) với vai Dạ Thần Nhuận Ngọc. Diễn xuất của La Vân Hi trong bộ phim này đã thuyết phục người xem bởi nhan sắc thần tiên, thoát tục, khí chất và phong thái đĩnh đạc, điềm đạm nhưng lại rất bản lĩnh, mạnh mẽ. Đây cũng là vai diễn góp phần đưa tên tuổi của anh đến gần hơn với khán giả.

## Tiểu sử
La Vân Hi sinh ra ở thành phố Thành Đô, tỉnh Tứ Xuyên, Trung Quốc. Thành phố này được mệnh danh là Thiên Phủ Chi Quốc - đất nước thiên đường, hay thường được gọi là thành phố hạnh phúc nhất Trung Quốc. Anh xuất thân từ gia đình thư hương, cả bố và mẹ đều là giáo viên. Anh là con một không có anh chị em.
Bởi vì bố anh là giáo viên dạy múa, cho nên từ nhỏ La Vân Hi đã được giảng dạy chuyên nghiệp về múa, đặc biệt là múa dân gian. Về sau anh chịu sự ảnh hưởng của bố mà bắt đầu học tập ballet. Năm 2003, La Vân Hi bằng tiết mục biến tấu "Vương Tử Hồ Thiên Nga" mà tiến vào chung kết giải múa đơn cúp học sinh lần thứ 7. Năm 2005, anh đồng thời trúng tuyển vào Học viện Vũ Đạo Bắc Kinh và Học viện Hý Kịch Thượng Hải, lựa chọn Học viện Hý Kịch Thượng Hải, khoa trình diễn ballet chuyên nghiệp để học tập. Anh có 11 năm theo học múa dân gian và múa ballet chuyên nghiệp, cho nên vào năm 2008, anh được đại diện Học viện Hý Kịch Thượng Hải tham dự giải thi đấu múa lần thứ 6 cúp Hoa Sen tại Trung Quốc. Anh tham gia biểu diễn bản giao hưởng ballet "Khúc nhạc cuồng tưởng của Tchaikovsky" do viện trưởng Trần Gia Niên biên đạo và một bài biểu diễn đơn ngẫu hứng "Ngọn lửa thiêu đốt". "Khúc nhạc cuồng tưởng của Tchaikovsky" đã đạt được thành tích 9.98 điểm, trở thành quán quân của mùa giải và thu về chiếc cúp Hoa Sen vàng.

## Sự nghiệp
Sau khi tốt nghiệp Học viện Hý Kịch Thượng Hải, La Vân Hi đến Macau để làm việc, tham gia dạy học tại Học viện múa Macau. Năm 2009, trong quá trình dạy học tại Macau, anh được vinh dự trở thành một trong những người múa dẫn đầu tham dự lễ kỷ niệm mừng 10 năm Macau trở về với Trung Quốc trước các vị nguyên thủ quốc gia. Tiết mục múa "Bôn Nguyệt" của anh nhận được rất nhiều lời khen ngợi. Về sau, La Vân Hi trở về cố hương Thành Đô, tiếp tục làm một giáo viên dạy múa.
Tháng 12 năm 2010, La Vân Hi ra mắt với dự án nhóm nhạc JBOY3, phát hành ca khúc "Hợp đồng tình yêu" (tên tiếng Trung: 爱的契约书), ca khúc đơn trong ngày phát hành đầu tiên đã thu về Top 5 Hot music của Sina. Ngày 17 tháng 3 năm 2011, anh tham gia chương trình giải trí "Đập vỡ nồi đất đoán được nguồn". Ngày 23 tháng 3 năm 2011, JBOY3 phát hành ca khúc thứ hai "Lực vạn vật hấp dẫn" (tên tiếng Trung: 万有引力). Ngày 11 tháng 6 năm 2011 tham dự "Hồng sắc 90. Lễ tạ ơn - Hát vang khúc nhạc cuồng tưởng thanh xuân". Ngày 5 tháng 8, tham dự ghi hình tiệc tối nhà giáo sức hấp dẫn của giáo viên cho CCTV. Tháng 6 tham dự ghi hình tiệc tối đêm Thất tịch cho truyền hình Hà Bắc. Ngày 26 tháng 7, JBOY3 phát hành ca khúc thứ ba "Vua biểu cảm" (tên tiếng Trung: 表情帝).
Năm 2012, nhóm nhạc JBOY3 giải tán. Tháng 4 cùng năm, La Vân Hi cùng Phù Long Phi thành lập nhóm nhạc mới, gọi là Song Tử JL (tên tiếng Trung: 双孖 JL), đồng thời phát hành ca khúc "JL". Tháng 7 năm 2012, Song Tử JL tham gia chương trình tuyển chọn âm nhạc "Asian Wave" của đài truyền hình Đông Phương, tiến vào Top 16. Tháng 8 cùng năm, Song Tử JL phát hành MV ca khúc mới "Chúng ta" (tên tiếng Trung: 我们).
Ngày 7 tháng 9 năm 2012, La Vân Hi tham gia hỗ trợ tiết mục âm nhạc "Đại nhạc hội yêu Trung Quốc" của truyền hình Tứ Xuyên. Ngày 15 tháng 9 năm 2012, La Vân Hi lần đầu tiên làm diễn viên chính trong bộ phim điện ảnh "Gặp anh ở thời gian đẹp nhất" (最美的时候遇见你 - The Spring of My Life 2015) cùng bạn diễn Đàm Tùng Vận, La Vân Hi vào vai nam chính Quách Dương. Tháng 12 năm 2012 - tháng 3 năm 2013, La Vân Hi và Phù Long Phi làm MC cố định của chương trình Show Show Show. Tháng 12 năm 2012, hai người tham gia biểu diễn tại buổi hòa nhạc cuối năm dành cho thanh niên tại đài truyền hình Tứ Xuyên và tiệc tối cuối năm tại đài truyền hình Đông Phương. Tháng 4 năm 2013, vì một số nguyên nhân, tổ hợp Song Tử JL buộc phải giải tán.
Ngày 7 tháng 8 năm 2013, La Vân Hi có mặt trong lễ văn nghệ giao lưu thanh thiếu niên quốc tế - nghi thức khai mạc tiệc tối song ngữ. Tháng 9 năm 2013, La Vân Hi tham gia diễn bộ phim thần tượng "Hoa dạng khiêu thùy thiếu niên" (tên tiếng Trung: 花样跳水少年) (tên khác: Nhịp Tim Mùa Hè), vai diễn nhân vật Tiểu Thần. Ngày 31 tháng 7 năm 2018, bộ phim "Nhịp Tim Mùa Hè" do anh tham gia diễn được phát sóng tại truyền hình tỉnh Tứ Xuyên.
Năm 2014-2017: Anh tự lực cánh sinh, tiến vào mảng phim ảnh.
Tháng 5 năm 2014, ký kết hợp đồng với công ty truyền thông Lạp Phong, chuyển hình toàn diện sang mảng phim ảnh.
Tháng 6 năm 2014, tham gia diễn phim truyền hình Bên Nhau Trọn Đời với vai diễn Tiểu Hà Dĩ Thâm, đóng cùng với bạn diễn Ngô Thiến và nam - nữ diễn viên chính Chung Hán Lương, Đường Yên. Ngày 10 tháng 1 năm 2015, anh được chú ý rộng rãi nhờ vai diễn Tiểu Hà Dĩ Thâm sau khi bộ phim phát sóng, đồng thời tiếp nhận phỏng vấn của Sohu "La Vân Hi: New Face"
Ngày 4 tháng 7 năm 2014, tham gia diễn phim hài khoa học viễn tưởng, thanh xuân vườn trường "Chào anh người ngoài hành tinh" (tên tiếng Trung: 你好外星人) với vai nam chính sinh viên IQ cao Quách Hâm.
Ngày 16 tháng 3 năm 2015, phát hành ca khúc "Hạ Vị Ương", ngày 10 tháng 4 cùng năm phát hành MV "Hạ Vị Ương".
Ngày 28 tháng 7 năm 2015, cử hành ký kết album mới, đồng thời chính thức ký hợp đồng với công ty Mỹ Diệu Âm nhạc (Wonderful Music Co. Ltd).
Ngày 29 tháng 12 năm 2015, tham gia chương trình "Đại Bài Đối Vương Bài". Ngày 29 tháng 3 năm 2015 tham gia diễn phim truyền hình "Nãi ba đương gia" (tên tiếng Trung: 奶爸当家) vai Vu Bác, đóng cùng với diễn viên Huỳnh Tông Trạch, Hám Thanh Tử, Lưu Quan Tường, Hà Nhuận Đông.
Ngày 18 tháng 1 năm 2016, hợp tác với Trình Nghiên Thu tham gia bộ phim "Hiệp sĩ cuối cùng" (tên tiếng Trung: 终极游侠) phát sóng trên đài Mango TV, vai diễn nam chính võ công cao cường nhưng ngốc nghếch Kịch Hằng. Ngày 24 tháng 2 cùng năm, tham gia diễn phim truyền hình "Hạnh phúc mãn đường" (tên tiếng Trung: 因为爱情有幸福), vai diễn học sinh cấp ba Tô Nhạc Khải.
Tháng 3 - tháng 8 năm 2016, hợp tác lần nữa với Ngô Thiến tham gia bộ phim truyền hình "Thượng cổ tình ca" (tên tiếng Trung: 上古情歌) với vai diễn Tuyên Dương Tri Nhược. Tháng 6 năm 2017, bộ phim phát sóng, các diễn viên Huỳnh Hiểu Minh, Tống Thiến, La Vân Hi, Ngô Thiến, Thịnh Nhất Luân nhận được sự chú ý từ công chúng.
Ngày 30 tháng 10 năm 2016, cùng Chu Kỳ Kỳ, Giang Kỳ Lâm hợp tác phim huyền nghi kịch "Thi ngữ giả" (tên tiếng Trung: 尸语者) cải biên từ tiểu thuyết nổi tiếng "Pháp y Tần Minh", vai nam chính Tần Minh.
Tháng 7 năm 2016, tham gia phim truyền hình "Bình Lý Hồ" (tên tiếng Trung: 屏里狐) với vai diễn nam chính hồ ly cao ngạo Dư Diễm. Ngày 24 tháng 11 cùng năm, trình diễn ca khúc chủ đề "Bình Lý Hồ". Tháng 2 năm 2017, "Bình Lý Hồ" phát sóng, tổng lượng phát sóng đột phát 330 triệu, La Vân Hi có mặt tại Bắc Kinh để tổ chức lễ ăn mừng.
Ngày 25 tháng 9 năm 2017 anh tham gia lồng tiếng cho phim hoạt hình Siêu Nhân Điện Quang: Thiết Long, vai Sí Diễm.
Ngày 14 tháng 11 năm 2017, diễn vai nam chính bác sĩ ngoại khoa Thân Hách trong bộ phim truyền hình "Bác sĩ nhi khoa" (tên tiếng Trung: 儿科医生), hợp tác cùng Tôn Y. Bộ phim được phát sóng tại đài truyền hình tỉnh Sơn Đông.
Ngày 28 tháng 4 năm 2018, La Vân Hi phát hành album "12 nhân sinh". Ngày 2 tháng 8 năm 2018, diễn vai nam thứ Dạ thần Nhuận Ngọc trong bộ phim truyền hình "Hương mật tựa khói sương" đóng cùng Dương Tử, Đặng Luân, Trần Ngọc Kỳ. Sau khi bộ phim phát sóng, tỉ lệ người xem đột phá, La Vân Hi bằng vai diễn nội tâm phức tạp, tương phản cực lớn với tính cách bên ngoài của anh, từng bước chứng minh được thực lực trong lòng công chúng. Vai diễn Nhuận Ngọc cũng góp phần mang lại tiếng tăm lớn cho La Vân Hi cùng dàn diễn viên "Hương mật tựa khói sương" lúc bấy giờ.
Cùng năm, anh tiếp nhận kịch bản "Bạch Phát" (tên tiếng Trung: 白发), vai nam thứ Tây Khải Quốc Hoàng Đế - Dung Tề đóng cùng Trương Tuyết Nghênh, Lý Trị Đình, Kinh Siêu. Tháng 5 năm 2019, phim truyền hình "Bạch Phát" phát sóng, La Vân Hi lại một lần nữa chiếm được cảm tình của người xem với vai diễn vị hoàng đế ẩn nhẫn, si tình, bi thương, luôn bảo vệ cho người mình yêu.
Ngày 18 tháng 10 năm 2018, La Vân Hi tham gia show truyền hình "Huyễn nhạc chi thành" của đài Hồ Nam, hợp tác cùng Ngô Cẩn Ngôn trong tác phẩm "Phùng" với vai diễn Kim Phút. Ngày 16 tháng 12 năm 2018, La Vân Hi nhận vai nam chính sát thủ, điệp viên Châu Tiểu Sơn trong bộ phim truyền hình "Kiên Khách" (tên khác: Kế hoạch nguồn nhịp tim), đóng cùng nữ diễn viên Tống Thiến. Ngày 27 tháng 12 năm 2018, với vai trò đội trưởng đội LOL tham dự vào chương trình game thể thao "Beyond! Hero" của Tencent Video, bên cạnh Trương Bân Bân và Trần Hách.
Tháng 2 năm 2019, La Vân Hi tham dự chương trình Đêm tiệc Tết Nguyên Tiêu của CCTV. Ngày 4 tháng 5 năm 2019, anh tham gia Đêm hội ngũ tứ của CCTV cùng với Thẩm Nguyệt và hai sinh viên khác biểu diễn ca khúc mở màn "Chúng ta đều là người truy mộng". Ngày 28 tháng 5 năm 2019, La Vân Hi tham gia vào bộ phim truyền hình "Nguyệt Thượng Trùng Hỏa" (tên tiếng Trung: 月上重火) với vai diễn Cốc chủ Nguyệt Thượng Cốc đào hoa, lãng tử Thượng Quan Thấu, đóng cùng nữ diễn viên Trần Ngọc Kỳ. Ngày 28 tháng 7 năm 2019, đẩy ra ca khúc đơn "Ngược dòng mà tiến". Tháng 9 cùng năm, "Nguyệt Thượng Trùng Hỏa" đóng máy, La Vân Hi nghỉ ngơi sau chấn thương từ quá trình quay phim võ hiệp, sau đó tham gia ghi hình Milan Fashion Week và chủ trì chương trình truyền hình thực tế Mr. Mossie (Ma Hi Tiên Sinh) chuyên về văn hóa, nghệ thuật, ẩm thực, khám phá và trải nghiệm sự khác biệt của thành thị, phong cách của những người trẻ tuổi nhiệt huyết, và thái độ lạc quan tiến lên trong cuộc sống.
Ngày 19 tháng 10 năm 2019, La Vân Hi tham gia thịnh điển mùa thu "Đêm kỳ diệu" của đài truyền hình Chiết Giang, biểu diễn ca khúc "Tỳ bà hành". Ngày 10 tháng 11 năm 2019, tham gia đêm hội Thiên Miêu Song 11 cuồng hoan của T-mall, biểu diễn ca khúc "Đại ngư". Ngày 21 tháng 11 năm 2019, tham gia diễn phim truyền hình "Nửa là đường mật, nửa là đau thương" (tên tiếng Trung: 半是蜜糖半是伤) với vai nam chính Giám đốc điều hành MH Viên Soái, đóng cùng nữ diễn viên Bạch Lộc, đồng thời ghi hình chương trình truyền hình thực tế Mr. Mossie (Ma Hi Tiên Sinh) mùa mới.
Tháng 4 năm 2020, La Vân Hi tham gia vào bộ phim "Hạo Y Hành" (tên tiếng Trung: 皓衣行) với vai diễn Vãn Dạ Ngọc Hành / Bắc Đẩu Tiên Tôn / Sở tông sư Sở Vãn Ninh, đóng cùng nam diễn viên Trần Phi Vũ. Ngày 28 tháng 5 năm 2020, phim truyền hình "Nguyệt Thượng Trùng Hỏa" phát sóng
Ngày 28 tháng 7 năm 2020, phát hành album thứ hai nhân ngày sinh nhật "Đốm Lửa Nhỏ". Ngày 24 tháng 9 cùng năm, đóng máy phim truyền hình "Hạo Y Hành". Ngày 27 tháng 9, phim truyền hình "Nửa là đường mật, nửa là đau thương" phát sóng. Ngày 30 tháng 10, La Vân Hi đảm nhận vai trò bình luận viên khách mời tại giải vô địch thế giới Liên Minh Huyền Thoại 2020 (League of Legends Esport – LOL Esport mùa giải S10). Ngày 30 tháng 11, anh tham diễn chính bộ phim truyền hình đô thị, tình yêu "Lương Ngôn Tả Ý" (tên tiếng Trung:良言写意) đóng cùng nữ diễn viên Trình Tiêu. Ngày 24 tháng 12 năm 2020, chương trình truyền hình thực tế Mr. Mossie (Ma Hi Tiên Sinh) quý thứ 3 do La Vân Hi chủ trì lên sóng Tencent Video. Ngày 27 tháng 12 cùng năm, phát hàng album đơn thứ hai "X".
Ngày 22 tháng 1 năm 2021, bộ phim đô thị tình cảm "Nãi Ba Đương Gia" phát sóng trên Youku, La Vân Hi diễn vai "ông bố bỉm sữa" cá tính Vu Bác. Ngày 10 tháng 03 đóng máy phim "Lương Ngôn Tả Ý". Ngày 04 tháng 05, anh tham dự Đêm Hội Ngũ Tứ của Đài truyền hình trung ương CCTV. Ngày 05 tháng 07, tham gia diễn phim truyền hình "Người theo đuổi ánh sáng" (tên tiếng Trung: 追光者) với vai diễn luật sư La Bản, đóng cùng nữ diễn viên Ngô Thiến. Ngày 22 tháng 07 cùng năm, bộ phim "Kế hoạch nguồn nhịp tim" (tên tiếng Trung: 心跳源计划) phát sóng tại đài truyền hình Giang Tô và đài truyền hình Chiết Giang. Ngày 14 tháng 10, đóng máy phim "Người theo đuổi ánh sáng", La Vân Hi nghỉ ngơi sau chấn thương trong quá trình quay phim. Ngày 05 tháng 11 năm 2021, anh tham gia diễn phim truyền hình "Trường Nguyệt Tẫn Minh" (tên tiếng Trung: 长月烬明) với vai diễn Đạm Đài Tẫn / Thương Cửu Mân / Minh Dạ, đóng cùng nữ diễn viên Bạch Lộc. Ngày 30 tháng 11, bộ phim truyền hình "Lương Ngôn Tả Ý" phát sóng tại Tencent video, Iqiyi. Tháng 12, anh tham gia bộ phim ngắn "Người không quay về" (tên tiếng Trung: 不归人) do Trương Nhất Nam làm đạo diễn, diễn cùng nam diễn viên Hoàng Hiên.
Ngày 03 tháng 06 năm 2022, La Vân Hi tham gia chương trình chúc mừng Tết Đoan Ngọ "Ký ức đáng nhớ nhất" của Đài truyền hình trung ương CCTV. Ngày 18 tháng 6, tham gia chương trình thực tế "Thư pháp và hội họa trong Trung Quốc" kỳ 6 quý 2 tại Đài truyền hình Bắc Kinh. Tháng 7 cùng năm, tham gia chương trình "Tôi là diễn viên lồng tiếng". Ngày 16 tháng 8, khởi quay phim truyền hình đô thị tình yêu "Khi Tình Yêu Gặp Được Darwin", anh diễn vai chính bác sĩ Cố Vân Tranh cùng nữ viễn viên Chương Nhược Nam. Ngày 14 tháng 10, bộ phim "Người theo đuổi ánh sáng" diễn cùng Ngô Thiến phát sóng. Tháng 11, anh tham gia "Hội nghị tầm nhìn weibo". Ngày 13 tháng 12, chương trình "Lạc nghiệp Trung Quốc 2022" anh tham gia được phát sóng.
Ngày 24 tháng 1 năm 2023, La Vân Hi tham gia Đêm hội nghe nhìn Internet hàng năm, biểu diễn kịch "Hạt giống". Ngày 6 tháng 4 năm 2023, bộ phim "Trường Nguyệt Tẫn Minh" phát sóng tại nền tảng Youku. Ngày 28 tháng 4, tham gia diễn phim truyền hình "Nhan Tâm Ký" (tên tiếng Trung: 颜心记) với vai diễn đại nhân kinh thành Giang Tâm Bạch, đóng cùng nữ diễn viên Tống Dật.

## Âm nhạc

### Single
- Vua Biểu Cảm
- Ác Nhân Cốc Cốc Ca
- Lực Vạn Vật Hấp Dẫn
- Ếch Xanh Điên Cuồng
- Bình Lý Hồ
- Hạ Vị Ương
- Ngược Dòng Mà Tiến
- Duyên Khởi (OST Nguyệt Thượng Trùng Hoả)
- Thành Đô (OST Tôi và quê hương tôi)
- Chờ Gió Ngừng
- Đốm Lửa Nhỏ
- Du Hi Thời Gian
- Because of you (OST Lương Ngôn Tả Ý)

### Album
| STT | Tên Album         | Loại hình | Công ty phát hành        | Ngày phát hành | Các ca khúc |
| 1   | JL Album cùng tên | Nhóm      | :Join Star Entertainment | 22-07-2012     | 1. JL 2. BABY BABY 3. Chúng ta 4. Hợp đồng tình yêu |
| 2   | 12 Nhân Sinh      | Đơn       | Wonderful Music Co. Ltd. | 28-04-2018     | 1. Không phải tôi 2. Giày múa màu trắng 3. Phóng thích 4. Điện ảnh cuộc đời 5. Người kiên cường 6. Dũng 7. Phố ngô đồng 8. Quả táo lạnh 9. Văn tự du hí 10. Hạ vị ương                                               |
| 3   | X                 | Đơn       | La Vân Hi Music Studio   | 27-12-2020     | 1. Chờ gió ngừng 2. Tốt nhất 3. Một thoáng 4. Gửi người yêu không tồn tại 5. Bảo vệ em 6. Trạng thái bình thường của tình yêu 7. Little Bird 8. Đốm lửa nhỏ 9. Ngược dòng mà tiến 10. Người đứng trong cõi vĩnh hằng |

## Danh sách phim

### Phim truyền hình
| Thời gian phát sóng | Tên                                                    | Tên Gốc                 | Vai                                  | Đạo diễn                       | Bạn diễn |
| 4/7/2014            | Chào anh người ngoài hành tinh                         | 你好外星人              | Quách Hâm                            | Trương Gia Bối, Khâu Hiểu Quân | Huy Xán, Trác Dục Thiến, Kỷ Tử Mặc |
| 10/1/2015           | Bên nhau trọn đời                                      | 何以笙箫默              | Hà Dĩ Thâm (thời sinh viên)          | Lưu Tuấn Kiệt, Mã Vi Vi        | Ngô Thiến, Đường Yên, Chung Hán Lương                                                                                                  |
| 24/2/2016           | Hạnh phúc mãn đường                                    | 因为爱情有幸福          | Tô Nhạc Khải                         | Lưu Tuấn Kiệt                  | Trần Vỹ Đình, Đường Nghệ Hân |
| 28/4/2016           | Hiệp sĩ cuối cùng                                      | 终极游侠                | Kịch Hằng                            | Từ Phụ Quân                    | Trình Nghiên Thu, Mã Chấn Hoàn |
| 21/11/2016          | Bình lý hồ                                             | 屏里狐                  | Dư Diễm                              | Chu Hải Quân                   | Lưu Hinh Kỳ, Hoàng Tuấn Tiệp, Vương Triêu Dương                                                                                        |
| 12/6/2017           | Thượng cổ tình ca                                      | 上古情歌                | Tri Nhược                            | Thái Xương Thịnh               | Ngô Thiến, Huỳnh Hiểu Minh, Tống Thiến, Trương Lệ, Thịnh Nhất Luân                                                                     |
| 14/11/2017          | Bác sĩ nhi khoa                                        | 生儿科医                | Thân Hách                            | Chu Đức Hoa                    | Tôn Y, Lăng Tiêu Túc, Tằng Lê |
| 31/7/2018           | Hoa dạng khiêu thùy thiếu niên (Nhịp tim mùa hè)       | 花样跳水少年 / 夏日心跳 | Tiểu Thần                            | Vu Trung Trung                 | Trầm Kiến Hồng, Hồng Băng Dao, Lý Mậu                                                                                                  |
| 2/8/2018            | Hương mật tựa khói sương                               | 香蜜沉沉烬如霜          | Nhuận Ngọc                           | Chu Duệ Bân                    | Dương Tử, Đặng Luân, Trần Ngọc Kỳ, Trâu Đình Uy                                                                                        |
| 15/5/2019           | Bạch phát vương phi                                    | 白发                    | Dung Tề                              | Lý Tuệ Châu                    | Trương Tuyết Nghênh, Lý Trị Đình, Kinh Siêu, Trần Hân Dư, Đại Văn Văn                                                                  |
| 13/11/2019          | Mật mã Siam                                            | 暹罗密码                | Tiến sĩ Tần                          | Vương Khải                     | Tằng Giang, Lạc Đạt Hoa, Tạ Bân Bân, Hứa Thiệu Hùng                                                                                    |
| 28/5/2020           | Nguyệt Thượng Trùng Hỏa                                | 月上重火                | Thượng Quan Thấu                     | Hà Chú Bồi                     | Trần Ngọc Kỳ, Điền Y Đồng, Trâu Đình Uy                                                                                                |
| 27/9/2020           | Nửa là đường mật, nửa là đau thương                    | 半是蜜糖半是伤          | Viên Soái                            | Vu Trung Trung                 | Bạch Lộc, Cao Hãn Vũ, Vương Dĩ Luân, An Duy Lăng, Quảng Tử Tịnh, Triệu Viên Viện                                                       |
| 22/01/2021          | Nãi ba đương gia                                       | 奶爸当家                | Vu Bác                               | Tiêu Vĩnh Lượng                | Huỳnh Tông Trạch, Hà Nhuận Đông, Hám Thanh Tử, Lưu Quan Tường                                                                          |
| 22/7/2021           | Kế hoạch nguồn nhịp tim (Kiên khách/ Động cơ tàn khốc) | 掮客 / 心跳源计划       | Châu Tiểu Sơn                        | Hạ Hiểu Quân                   | Tống Thiến, Từ Khai Sính |
| 30/11/2021          | Lương ngôn tả ý                                        | 良言写意                | Lệ Nam Diễn/ Lệ Trạch Lương          | Trần Sướng                     | Trình Tiêu, Quý Tiêu Băng, Điền Y Đồng, Cao Hàn, Lý Giai Khiết                                                                         |
| 14/10/2022          | Truy quang giả (Người theo đuổi ánh sáng)              | 追光者                  | La Bản                               | Trương Đồng                    | Ngô Thiến |
| 6/4/2023            | Trường Nguyệt Tẫn Minh                                 | 长月烬明                | Đạm Đài Tẫn/ Thương Cửu Mân/ Minh Dạ | Cúc Giác Lượng                 | Bạch Lộc, Trần Đô Linh, Đặng Vi,Tôn Trân Ny, Cảnh Nghiệp Đình                                                                          |
| 2/11/2023           | Khi tình yêu gặp được Darwin                           | 爱情遇见达尔文          | Cố Vân Tranh                         | Mưu Hiểu Kiệt                  | Chương Nhược Nam, Vương Dịch Đình, Tiễn Địch Địch                                                                                      |
|                     |                                                        |                         |                                      |                                | |
| Đợi phát sóng       | Thi ngữ giả                                            | 尸语者                  | Tần Minh                             | Lý Bảo Năng                    | Chu Kỳ Kỳ, Giang Kỳ Lâm |
| Đợi phát sóng       | Hạo y hành                                             | 皓衣行                  | Sở Vãn Ninh                          | Hà Chú Bồi                     | Trần Phi Vũ, Trần Dao, Châu Kỳ |
| Đợi phát sóng       | Nhan tâm ký                                            | 颜心记                  | Giang Tâm Bạch                       | Vu Trung Trung                 | Tống Dật, Trần Dao, Thừa Lỗi, Hoàng Nhật Oánh, Cổ Tử Thành, Quản Tử Tịnh                                                               |
| Đợi phát sóng       | Thủy Long Ngâm                                         | 水龙吟                  | Đường Lệ Từ                          | Trần Trụ Phi                   | Tiêu Thuận Nghiên,Ngao Tử Dật,TRần Dao, Lâm Duẫn, Bao Thượng Ân,Từ Chính Khê, Phương Dật Luân,Lý Gia Hào, Lý Mộng Nghiên,Vương Dĩ Luân |

### Phim điện ảnh
| Năm           | Tên                              | Tên gốc          | Vai         | Đạo diễn   | Bạn diễn     |
| ------------- | -------------------------------- | ---------------- | ----------- | ---------- | ------------ |
| 11/12/2015    | Gặp anh ở thời gian đẹp nhất     | 最美的时候遇见你 | Quách Dương | Ngô Na     | Đàm Tùng Vận |
| 25/9/2017     | Siêu nhân điện quang: Thiết Long | 钢铁飞龙         | Sí Diễm     | Vương Nguy | Lồng tiếng   |
| Đợi phát sóng | Đấu thần                         | 斗神             | Mạnh Kiếp   |            | Lồng tiếng   |

## Chương trình truyền hình

### Tiết mục truyền hình
| Năm phát sóng | Ngày phát sóng | Đài phát sóng                                | Tên chương trình                                                                      | Tiết mục và Khách mời                                                                                  |
| 2011          | 17/03          |                                              | Đập vỡ nồi đất đoán được nguồn                                                        | La Vân Hi                                                                                              |
| 2011          | 05/08          | Truyền hình trung ương                       | Đêm tiệc nhà giáo "Sức hấp dẫn của giáo viên"                                         | La Vân Hi                                                                                              |
| 2011          | 06/08          | Truyền hình Hà Bắc                           | Đêm tiệc thất tịch                                                                    | La Vân Hi                                                                                              |
| 2012          | 30/06          |                                              | Lễ âm nhạc hoa sen Bắc Kinh Viên Minh Viên                                            | La Vân Hi                                                                                              |
| 2012          | 01/07          | Truyền hình Đông Phương                      | Asian Wave                                                                            | Song Tử JL                                                                                             |
| 2012          | 13/07          |                                              | Chương trình nghệ thuật văn hóa giới chiêu quân Hồi Hột lần thứ 13                    | La Vân Hi                                                                                              |
| 2012          | 07/09          | Truyền hình Tứ Xuyên                         | Ngày hội âm nhạc lớn yêu Trung Quốc                                                   | La Vân Hi                                                                                              |
| 2012          | 01/12          |                                              | Duyệt Âm Showshowshow                                                                 | Song Tử JL                                                                                             |
| 2012          | 22/12          | Truyền hình Tứ Xuyên                         | Buổi hòa nhạc cuối năm năng lượng thanh xuân tích cực                                 | La Vân Hi                                                                                              |
| 2012          | 31/12          | Truyền hình Đông Phương                      | Buổi hòa nhạc cuối năm                                                                | La Vân Hi                                                                                              |
| 2013          | 07/08          |                                              | Lễ văn nghệ giao lưu thanh thiếu niên quốc tế - tiệc tối song ngữ nghi thức khai mạc. | La Vân Hi                                                                                              |
| 2016          | 29/01          | Truyền hình Chiết Giang                      | Đại bài đối vương bài                                                                 | La Vân Hi                                                                                              |
| 2018          | 07/09          | Truyền hình Giang Tô                         | Golden Melody 2                                                                       | Nhóm khách mời                                                                                         |
| 2018          | 14/09          | Truyền hình Thâm Quyến                       | Phi thường tĩnh cự ly                                                                 | La Vân Hi                                                                                              |
| 2018          | 24/09          | Truyền hình Hồ Nam                           | Đêm hội trung thu                                                                     | Tứ đại tài tử: La Vân Hi, Từ Hải Kiều, Mã Khả. Từ Chính Khê                                            |
| 2018          | 19/10          | Truyền hình Hồ Nam                           | Huyễn nhạc chi thành                                                                  | La Vân Hi, Ngô Cẩn Ngôn                                                                                |
| 2018          | 20/10          | Truyền hình Hồ Nam                           | Khoái lạc đại bản doanh                                                               | La Vân Hi, Hứa Khải, Vương Mậu Lôi, Tô Thanh Lưu Ân Thượng                                             |
| 2019          | 19/02          | Truyền hình trung ương                       | Đêm tiệc Tết Nguyên Tiêu                                                              | "Năm đoàn viên": La Vân Hi, Trương Bân Bân, Lý Thấm, Ngụy Doãn Hi                                      |
| 2019          | 04/05          | Truyền hình trung ương                       | Đêm hội ngũ tứ                                                                        | "Chúng ta đều là người truy mộng": La Vân Hi, Thẩm Nguyệt...                                           |
| 2019          | 19/10          | Truyền hình Chiết Giang                      | Đêm kỳ diệu                                                                           | "Tỳ bà hành": La Vân Hi, Điền Miêu Miêu                                                                |
| 2019          | 10/11          | Truyền hình Chiết Giang                      | Thiên miêu song 11 cuồng hoan                                                         | "Đại ngư": La Vân Hi                                                                                   |
| 2020          | 30/05          | Truyền hình Hồ Nam                           | Khoái lạc đại bản doanh                                                               | La Vân Hi, Trần Ngọc Kỳ, Đàm Tùng Vận, Hứa Quang Hán, Vương Ngạn Lâm, Đàn Kiện Thứ...                  |
| 2021          | 04/05          | Truyền hình trung ương                       | Đêm hội thanh niên ngũ tứ                                                             | "Thần Kỳ Trung Y": La Vân Hi                                                                           |
| 2021          | 12/06          | Truyền hình Chiết Giang                      | Đêm Hội Thuỷ Triều Baidu                                                              | "Một thoáng": La Vân Hi                                                                                |
| 2021          | 15/06          | Truyền hình Giang Tô Truyền hình Chiết Giang | Đêm Hội Chân Tâm 616                                                                  | "Chim Sẻ Nhỏ" (Tiểu Tước): La Vân Hi "Thiếu Niên": Từ Nghệ Dương, Mộng Nhiên, La Vân Hi, Tăng Thuấn Hi |
| 2022          | 03/06          | Truyền hình trung ương                       | Đoan Ngọ - Ký ức đáng nhớ nhất                                                        | "Ngọc tung tập hương": Dương Hồng Cơ, Lý Nhất Đồng                                                     |
| 2022          | 18/06          | Truyền hình Bắc Kinh                         | Thư họa trong Trung Quốc                                                              | La Vân Hi                                                                                              |
| 2023          | 24/01          |                                              | Đêm hội thịnh điển nghe nhìn Internet                                                 | "Hạt giống": La Vân Hi                                                                                 |

### Chương trình khác
| Năm phát sóng | Ngày phát sóng | Chương trình                | Vai trò        |
| ------------- | -------------- | --------------------------- | -------------- |
| 2017          | 04/06          | LOL - Demacia Cup           | Bình luận viên |
| 2017          | 15/11          | Mr.Mossie                   | Chủ trì        |
| 2018          | 07/12          | 2018 LOL - All Star         | Khách mời      |
| 2018          | 27/12          | Siêu việt nào! Anh Hùng     | Khách mời      |
| 2019          | 20/06          | Du lịch đảo Phi-gi          | Đại sứ         |
| 2019          | 21/11          | Mr.Mossie                   | Chủ trì        |
| 2020          | 24/12          | Mr.Mossie                   | Chủ trì        |
| 2022          | 24/09          | Tôi là diễn viên lồng tiếng | Khách mời      |

### Hoạt động xã hội
| Năm  | Ngày tham gia                 | Hoạt động | Vai trò          |
| 2012 | 01/09                         | Đêm nhạc từ thiện Macau | Khách mời        |
| 2012 | 07/08                         | Lễ khai mạc chương trình văn nghệ giao lưu thanh thiếu niên quốc tế                                                                                | Khách mời        |
| 2018 | 03/02                         | Lễ trao giải tấm gương minh tinh tham gia công ích hàng năm                                                                                        | Khách mời        |
| 2019 | Tháng 3                       | Tham gia chương trình xanh hóa "Mười đồng giúp hoang mạc tân trang lại"                                                                            | Tình nguyện viên |
| 2019 | Tháng 3                       | Tham gia "Một vùng một đường" bảo vệ Hồ Dương | Đại sứ           |
| 2019 | 27/07                         | Thành lập quỹ ngân sách hồi phục sinh thái "Một vùng một đường"                                                                                    | Đại sứ           |
| 2020 | Tháng 1 và Tháng 2 và Tháng 3 | Tham gia "Hoạt động chuyên biệt trợ giúp Hồ Bắc", quyên góp hỗ trợ vật tư cho Hội chữ thập đỏ Vũ Hán và các bệnh viện thuộc tỉnh Hồ Bắc            | Tình nguyện viên |
| 2020 | 27/03                         | Tham gia chương trình "Vì địa cầu lên tiếng" của WWH World Wide Fund for Nature nhằm bảo vệ gấu trúc, bảo vệ nơi ở và giữ gìn hệ sinh thái đa dạng | Tình nguyện viên |
| 2021 | Tháng 7                       | Tham gia quyên góp hỗ trợ thiên tai do nạn mưa lũ tại Hà Nam                                                                                       | Tình nguyện viên |

## Nhãn hiệu đại diện
| Năm  | Nhãn hiệu                     |
| 2023 | COGI                          |
| 2022 | Tissot                        |
| 2022 | VIDAL SASSOON                 |
| 2022 | AHKAH                         |
| 2022 | Cetaphil                      |
| 2021 | Hảo Ba Thực                   |
| 2021 | DIOR                          |
| 2021 | SHISEIDO                      |
| 2021 | An Mộ Hi                      |
| 2021 | NOC Tu Tẫn Hoan               |
| 2020 | KILIAN Paris                  |
| 2020 | Chando                        |
| 2020 | Game mobile: Thiện Nữ U Hồn 2 |
| 2020 | Pond's                        |
| 2020 | Perfect Diary                 |
| 2019 | Crest                         |
| 2019 | Schwarzkopf                   |
| 2019 | Winona                        |
| 2019 | Aupres                        |
| 2018 | Ulike                         |
| 2018 | Proya                         |
| 2018 | Pclady                        |
| 2018 | Pure&Mild                     |
| 2017 | Lara Style                    |

## Tạp chí
CHIC - Tháng 12/2016
COSMO - Tháng 02/2017
Shizhuang - Tháng 02/2017
ELLEDECO - Tháng 06/2017
Hồng Tú - Tháng 06/2017
Sweet Donut - Tháng 11/2017
Chic Banana - Tháng 12/2017
BRIDES - Năm 2018
Esquire - Tháng 06/2018
iVYPLUME - Tháng 07/2018
CELEBRITY - Tháng 07/2018
Tân Thanh Niên - Tháng 09/2018
BLANK - Tháng 09/2018
Nalakuvara - Tháng 09/2018
AK STREET NAP - Tháng 09/2018
HEY IDOL - Tháng 09/2018
SOCOOL - Tháng 10/2018
SENSE - Tháng 10/2018
IDOLMAX - Tháng 10/2018
Ginger - Tháng 10/2018
Y Chu - Tháng 10/2018
ELLE Shop - Tháng 10/2018
COSMO - Tháng 03/2019
COSMO bìa điện tử - Tháng 05/2019
Y Chu - Tháng 06/2019
Hân Vi - Tháng 10/2019
L'OFFCIEL - Tháng 10/2019
HANDSOME - Tháng 10/2019
Chicteen - Tháng 05/2020
Nam Đô - Tháng 05/2020
Trendshealth - Tháng 06/2020
Tuần san giải trí Quảng Đông TV - Tháng 06/2020
Rayli Fashion& Beauty - Tháng 08/2020
FASHION BAZAAR điện tử - Tháng 10/2020
Thời trang COSMO bản đặc biệt tháng 13 - Tháng 12/2020
WONDERLAND - Tháng 05/2021
Nam Nhân Phong Thượng LEON - Tháng 05/2021

## Giải thưởng
| Năm  | Giải thưởng                                                                                  | Hạng mục                                                         | Kết quả         | Tham khảo |
| 2003 | Cúp vũ đạo tranh tài giới học sinh lần thứ 7 tại Trung Quốc                                  |                                                                  | Vòng chung kết  | [ 2 ]     |
| 2008 | Giải thi đấu vũ đạo trường học lần thứ 6 cúp Hoa Sen tại Trung Quốc                          |                                                                  | Huy chương vàng | [ 3 ]     |
| 2008 | Giải thi đấu vũ đạo tranh tài chuyên nghiệp 6 tỉnh Hoa Đông tại Trung Quốc                   |                                                                  | Vòng chung kết  | [ 4 ]     |
| 2017 | Mobile Video Festival                                                                        | Gương ngôi sao công ích hàng năm                                 | Đoạt giải       | [ 5 ]     |
| 2018 | Liên hoan văn nghệ tết xuân giới trường học lần thứ 18: "Mị lực sân trường"                  | Nghệ sĩ phong trào được thanh thiếu niên yêu thích nhất hàng năm | Đoạt giải       | [ 6 ]     |
| 2019 | Lễ thịnh điển phim mạng Kim Cốt Đóa lần thứ 4 tại Bắc Kinh                                   | Diễn viên xuất sắc                                               | Đề cử           | [ 7 ]     |
| 2020 | Lễ thịnh điển Dung Bình [Giai điệu thời đại, tình cảm quốc gia] do Nhật Báo Nhân Dân tổ chức | Diễn viên có lực ảnh hưởng năm 2019                              | Đoạt giải       | [ 8 ]     |
| 2020 | Lễ thịnh điển Phong Vân do Duyệt Văn Nguyên San Văn Học tổ chức                              | Hình tượng kinh điển, duyệt động nhân tâm                        | Đoạt giải       | [ 9 ]     |
| 2020 | Giải thưởng diễn viên giỏi Trung Quốc lần thứ 7                                              | Nhóm phim mạng                                                   | Đoạt giải       | [ 10 ]    |
| 2020 | Đêm hội gào thét Iqiyi                                                                       | Diễn viên được yêu thích của năm                                 | Đoạt giải       |           |
| 2020 | Tinh quang đại thưởng của Tencent                                                            | Diễn viên phim truyền hình được yêu thích của năm.               | Đoạt giải       |           |
| 2021 | Lễ thịnh điển Dung Bình: Dung Bình đại thưởng                                                | Diễn viên năng động của năm                                      | Đoạt giải       |           |